# Lamborghini LM002
Lamborghini LM002 — первый серийный внедорожник компании Lamborghini. Впервые был представлен публике на автосалоне в Брюсселе в 1986 году. За годы производства (c 1986 по 1993) было выпущено 328 автомобилей.
До этого в 1977 году в рамках программы HMMWV создавался новый внедорожник для американской армии — Lamborghini Cheetah, единственный прототип которого был сломан во время армейских испытаний. Позднее были созданы прототипы LM001, LMA002 (который и послужил основой для серийной модели), LM003 и LM004.
Инженеры фирмы поняли, что заднее расположение двигателя, характерное для ранних прототипов, отрицательно сказывается на управляемости внедорожником, поэтому для прототипа LMA002 было спроектировано совершенно новое шасси, где двигатель V12 (использовавшийся в Countach) был размещён спереди, по классической схеме. После ряда испытаний автомобиль был запущен в серийное производство. Автомобиль отличался большим расходом топлива, который составлял 26 литров на 100 км при скорости 100 км/ч. Разгон от 0 до 100 км/ч занимал 9,3 сек, максимальная скорость достигала 197 км/ч. В Германии автомобиль стоил 220 000 марок, что более чем в 2 раза превышало цену BMW 750.
.
Гражданские модели были оснащены системой кондиционирования, кожаной отделкой салона, тонированными стёклами, стереосистемой премиум-класса, установленной в консоль крыши. Специально для LM фирмой Pirelli были предложены шины Pirelli Scorpion с двумя различными вариантами протектора, один для смешанного использования, а другой для использования в песках.
Для тех шейхов Саудовской Аравии, которые требовали ещё большей мощности, LM по заказу оснащался двигателем L804 7,2 литра V12, который часто ставился на морские катера первого класса.
Военный вариант внедорожника был модернизирован, в частности, были добавлены установочные позиции для крепления пулемёта. Армия Саудовской Аравии заказала 40 автомобилей, ливийская армия — 100.
В 1988 год компания, при помощи сторонних специалистов начала подготовку автомобиля к участию в ралли Париж — Дакар. Были убраны все излишества, увеличивающие вес автомобиля. Автомобиль был оснащён усиленной подвеской, плексигласовыми окнами, GPS. Мощность двигателя возросла до 600 л. с. Автомобиль не участвовал в ралли по причине нехватки средств, но, тем не менее, он принял участие в «Rallye des Pharaons» в Египте и ралли в Греции.

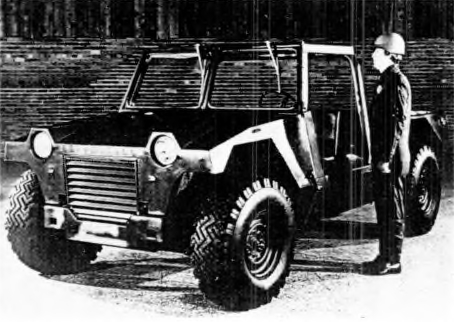
Прототип для американской армии
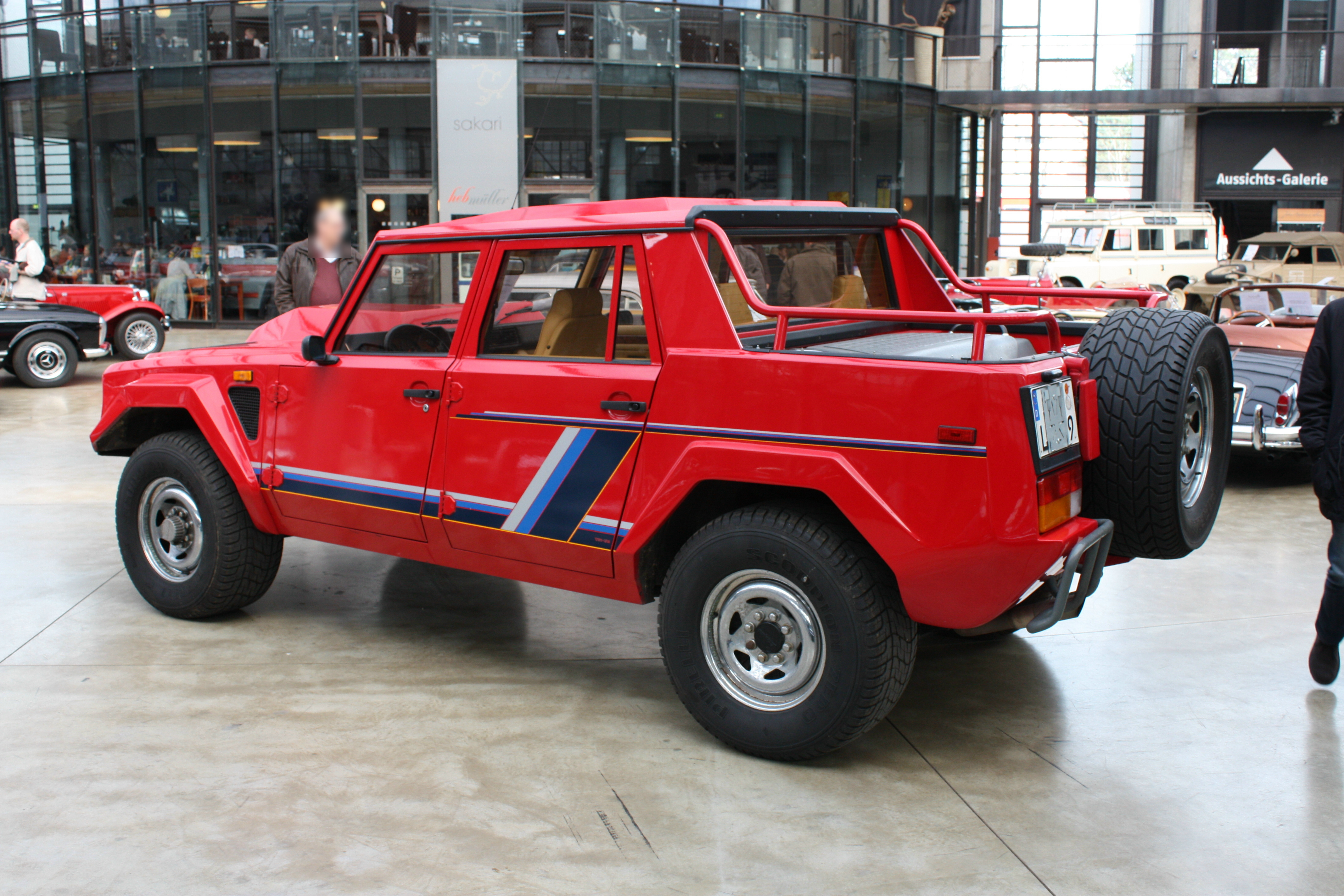
LM002
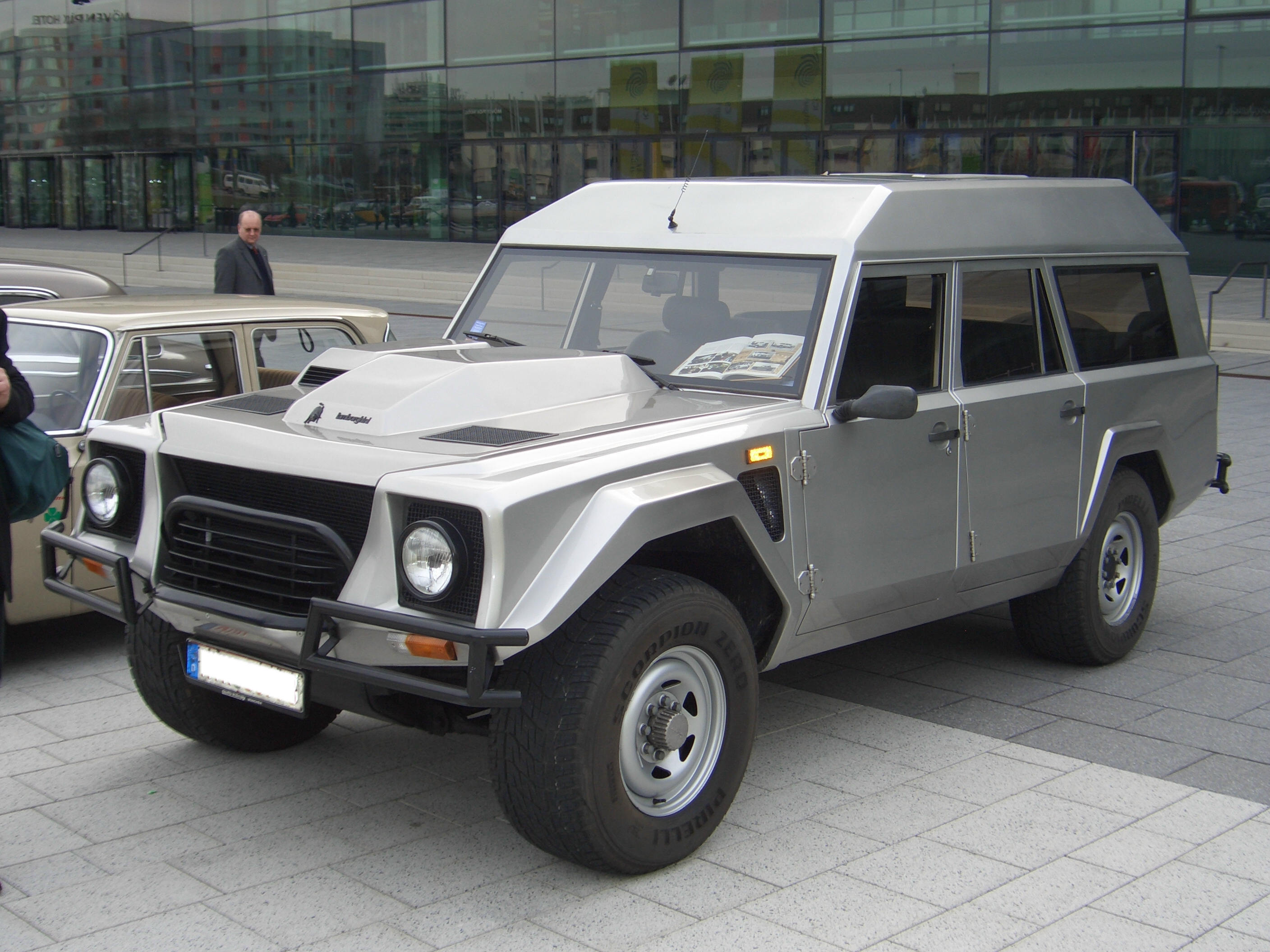
LM002 (универсал)
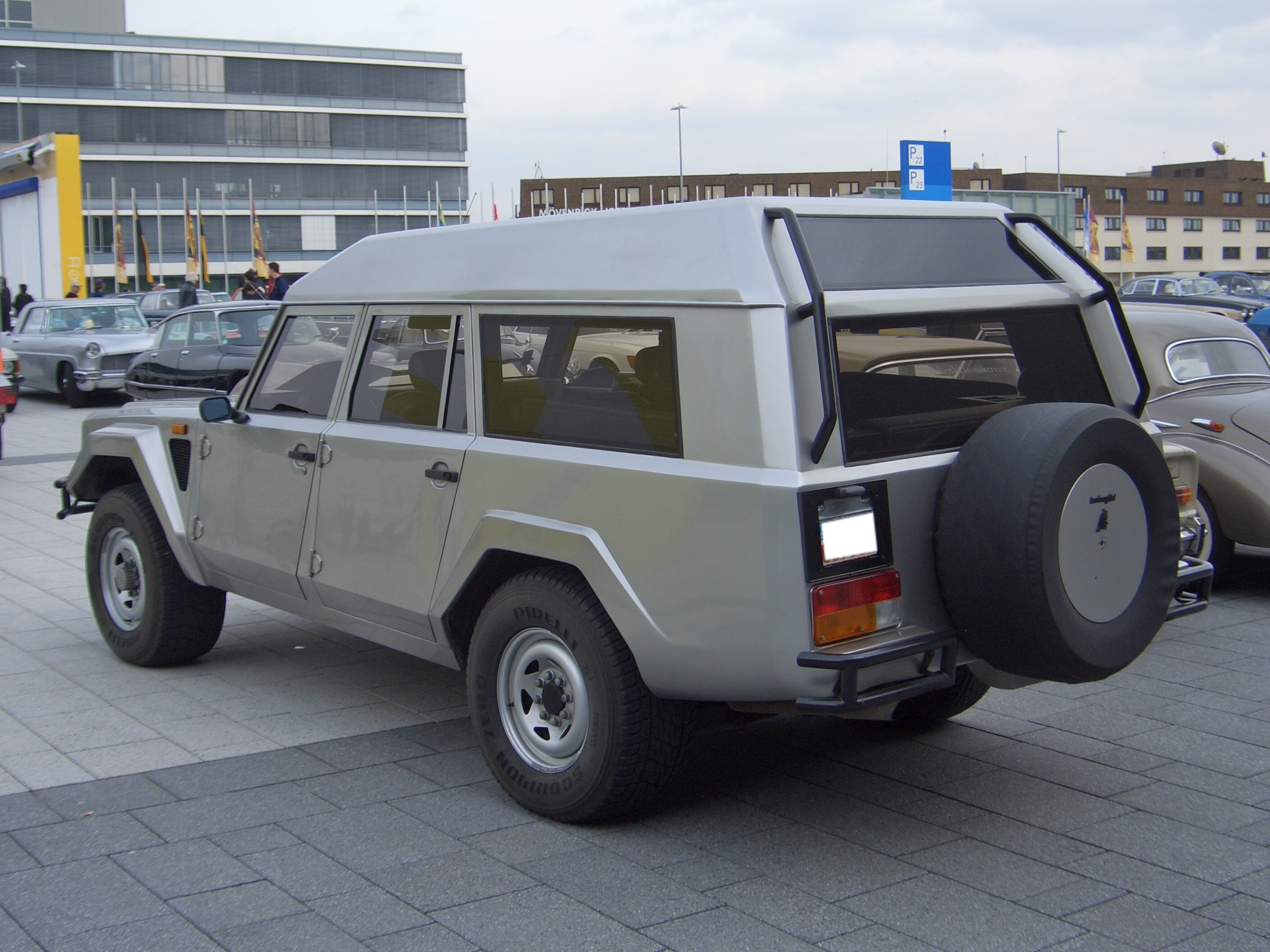
LM002 (универсал)

## В искусстве
- Lamborghini LM002 — автомобиль Саши Белого в телесериале «Бригада»[4] и кинофильме «Бригада: Наследник»[5]. Один экземпляр для съемок был предоставлен Александром Иншаковым[6]; другой — подаренный Умаром Джабраиловым[7] — был взорван.
- «Крестоносец»[8], за рулём владелец автомобиля — Александр Иншаков.
- В фильме «Форсаж 4» LM002 управлял Артуро Брага[9].
- «Игрушки»[10].